# جامعة قوج

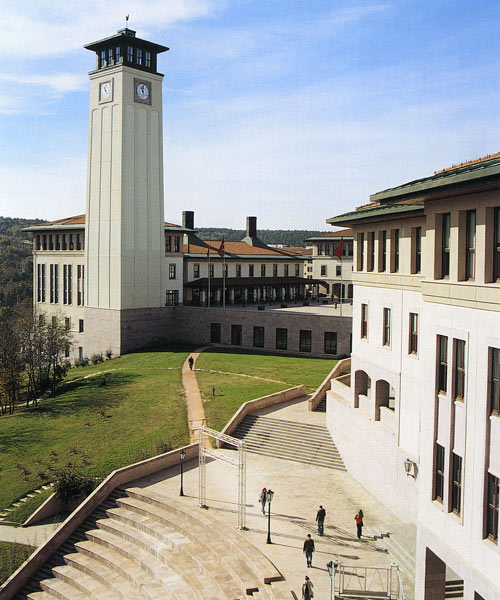
تعد جامعة قوج من أفضل الجامعات في تركيا الحديثة.

جَامِعَةُ قُوج (بالتركية: قوݘ اونیورسیته‌سی/Koç Üniversitesi) هي جامعة خاصة غير ربحية في إسطنبول بتركيا. بدأ التعليم في مبان مؤقتة في إستينيه في عام 1993، وانتقل إلى الحرم الجامعي الحالي بالقرب من ساريير في عام 2000 في روملي فيينيري. تم تصنيف جامعة قوج في المرتبة الأولى في تركيا وفقًا لتصنيف الجامعات العالمية (مجلة تايمز للتعليم العالي) لعام 2018.  تتكون الجامعة حاليًا من كليات العلوم الاجتماعية والإنسانية والعلوم الإدارية والاقتصاد والعلوم والهندسة والقانون والتمريض والطب. تقدم جامعة قوج 22 برنامجًا جامعيًا و29 برنامجًا للدراسات العليا و30 برنامجًا للدكتوراه. الجامعة هي موطن لحوالي 7000 طالب. تقبل الجامعة الطلاب الدوليين من مختلف البلدان ولديها شبكة واسعة من أكثر من 250 جامعة شريكة بما في ذلك جامعة كاليفورنيا وجامعات أخرى مثل جامعة نورث وسترن، وجامعة كورنيل، وجامعة جورج تاون.
تأسست جامعة قوج عام 1993، وأصبحت واحدة من أعرق الجامعات في تركيا. تجذب الجامعة العديد من الطلاب الحاصلين على أعلى الدرجات من أعلى المدارس الثانوية في تركيا مثل مدرسة قوج، وكلية روبرت، وأكاديمية أوسكودار الأمريكية، ومدرسة إسطنبول الثانوية. يتم تدريس غالبية الفصول (أكثر من 95%) في جامعة قوج باللغة الإنجليزية (توجد استثناءات قليلة فقط في كلية الحقوق وكلية التمريض).

## الكليات والأقسام والمعاهد والمدارس
تضم جامعة قوج الوحدات الأكاديمية التالية:
- كلية العلوم الإدارية والاقتصاد (CASE).[8]
- كلية العلوم (CS).[8]
- كلية العلوم الاجتماعية والإنسانية (CSSH).[8]
- كلية الهندسة (CE).[8]
- مدرسة القانون.[8]
- كلية الطب (سوم).[8]
- مدرسة التمريض (SON).[8]
- كلية الدراسات العليا في إدارة الأعمال (GSB).[8]
- كلية الدراسات العليا للعلوم والهندسة (GSSE).[8]
- كلية الدراسات العليا للعلوم الاجتماعية والإنسانية (GSSSH).[8]
- معهد العلوم الصحية (GSHS).[8]

## الترتيب والتقييم العالمي
صنفت الجامعة على عدة مستويات، وحصلت على ترتيبات متقدمة، حيث ظهرت بتصنيف الجامعات العالمية (مجلة تايمز للتعليم العالي) على النحو التالي:
| سنة التقييم | على مستوى تركيا | على مستوى آسيا   | بريكس و الاقتصادات الناشئة | مستوى الجامعات الشابة | المستوى العالمي |
| ----------- | --------------- | ---------------- | -------------------------- | --------------------- | --------------- |
| 2013        | الثالث          | الحادي والثلاثين | غير متاح                   | الحادي والثلاثين      | 226-250         |
| 2014        | الخامس          | الأربعون         | العشرون                    | 41                    | 276-300         |
| 2015        | السادس          | 47               | 29                         | 51                    | 301-350         |
| 2016        | الأول           | الحادي والعشرون  | الثالث عشر                 | السادس والثلاثون      | 251-300         |
| 2017        | الأول           | السابع والعشرون  | الخامس عشر                 | السادس والثلاثون      | 251-300         |
| 2018        | الأول           | الحادي والثلاثين |                            |                       | 301-305         |

أدرجت نفس المنظمة جامعة قوج على النحو التالي في تصنيفها السنوي للجامعات العالمية حسب الموضوع:
| العام | الموضوع                | على مستوى تركيا         | في العالم |
| ----- | ---------------------- | ----------------------- | --------- |
| 2018  | العلوم الاجتماعية      | الأول                   | 151-175   |
| 2018  | الهندسة والتقنية       | الأول (مشترك مع بيلكنت) | 201-250   |
| 2018  | العلوم الفيزيائية      | الأول                   | 301-400   |
| 2018  | العلوم السريرية والصحة | الأول                   | 401-500   |

## شخصيات

### أكاديميون
- إليف باتومان

## روابط خارجية
- الموقع الرسمي
- مكتبة الجامعة
- فريق كرة القدم الأمريكية للجامعة